# Tuljaki
Tuljaki este o localitate din comuna Koper, Slovenia, cu o populație de 13 locuitori.